# Kedung Mlati
Kedung Mlati is een bestuurslaag in het regentschap Jombang van de provincie Oost-Java, Indonesië. Kedung Mlati telt 2959 inwoners (volkstelling 2010).